# John Snorri Sigurjónsson
John Snorri Sigurjónsson (Ölfus, 20 giugno 1973 – K2, disperso dal 5 febbraio - dichiarato morto il 18 febbraio 2021) è stato un alpinista islandese.

## Biografia
Nel maggio 2017 divenne il primo islandese a raggiungere la vetta del Lhotse sull'Himalaya, che è alto 8.516 metri ed è la quarta montagna più alta del mondo. Il 28 luglio dello stesso anno divenne il primo islandese a raggiungere la vetta del K2. Il 4 agosto 2017 scalò la vetta del Broad Peak (8051 m).
Il 5 febbraio 2021, John Snorri, il pakistano Ali Sadpara e il cileno Juan Pablo Mohr sono scomparsi mentre tentavano l'ascesa del K2.

## Carriera alpinistica
Il suo primo successo degno di nota è stato il Monte Bianco nel 2011, la montagna più alta delle Alpi.
Negli anni successivi ha conquistato alcune delle vette più impegnative del mondo:
- Ama Dablam (6.812 metri) nel 2015
- Monte Elbrus (5.642 metri) nel 2016
- Lhotse (8.516 metri) nel 2017 (primo islandese in vetta)[3]
- K2 (8.611 metri) nel 2017 (primo islandese in vetta)[4]
- Broad Peak (8.047 metri) nel 2017
- Cervino (4.478 metri) nel 2018
- Manaslu (8.156 metri) nel 2019